# Jaskinia Nowa nad Raptawicką Granią
Jaskinia Nowa nad Raptawicką Granią – jaskinia w północnym zboczu masywu Kominiarskiego Wierchu w Dolinie Kościeliskiej w Tatrach Zachodnich. Wejście do niej znajduje się po prawej orograficznie stronie żlebu Żeleźniak, pod granią ograniczającą od zachodu przełęcz Wrótka, powyżej jaskini Dziura pod Nową, na wysokości 1560 metrów n.p.m. Długość jaskini wynosi 32 metry, a jej deniwelacja 13 metrów.

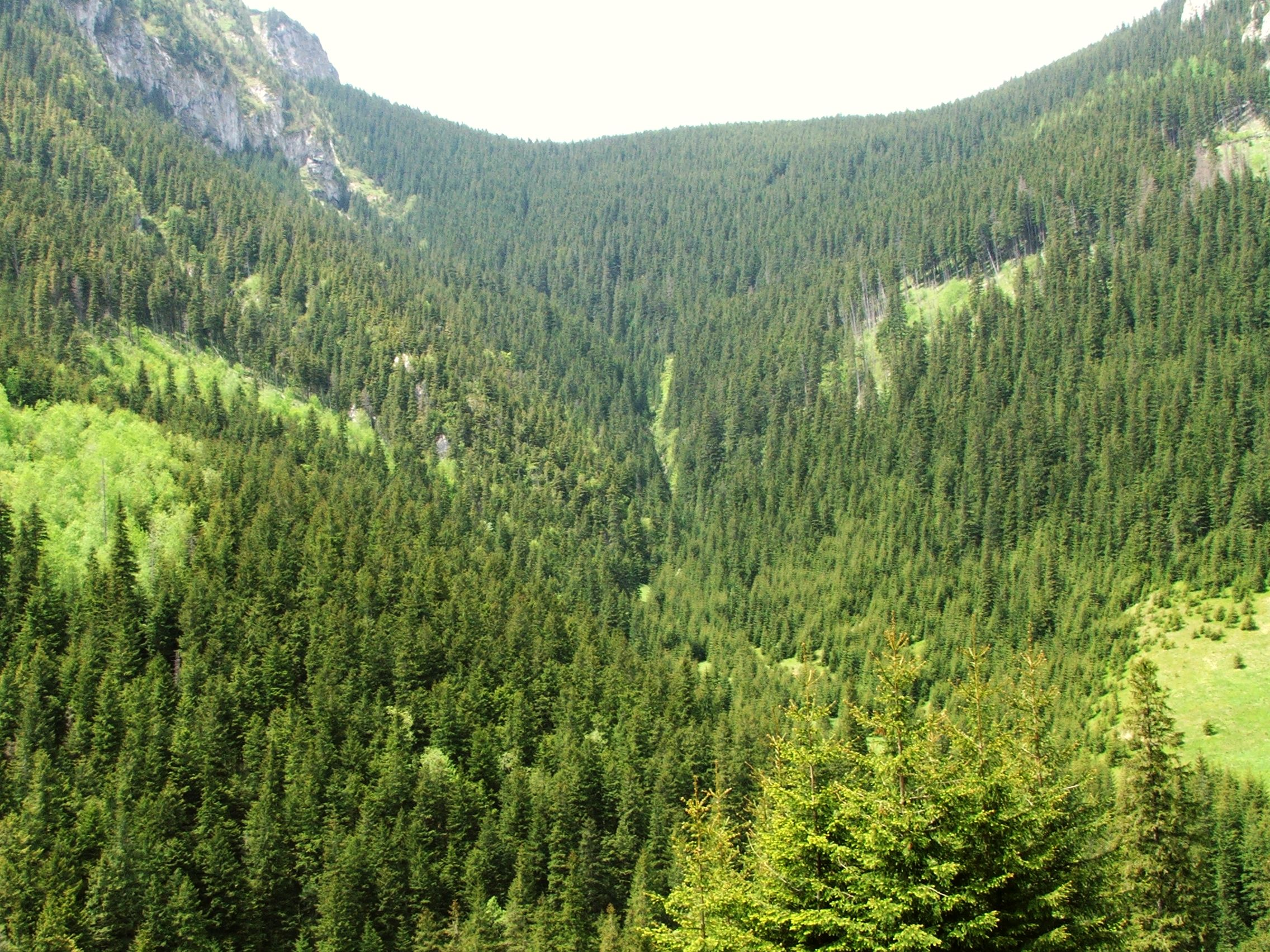
Widok z Hali Pisanej na Żleb Żeleźniak

## Opis jaskini
Niewielka jaskinia, którą stanowi ciasny, 4-metrowy korytarz prowadzący od otworu wejściowego do zacisku, za którym po przejściu 4,5 metrów dochodzi się do rozgałęzienia. Prosto idzie korytarz kończący się szczeliną z zaklinowanymi wantami, a w górę, za prożkiem z want i zaciskiem dochodzi się do stromej pochylni, która po kilku metrach, za kolejnym zaciskiem, kończy się zawaliskiem.

## Przyroda
W jaskini występuje mleko wapienne, nacieki grzybkowe, a także stalaktyty, stalagmity i polewy naciekowe.
Ściany są mokre. Mchy i glony rosną do pierwszego zacisku.

## Historia odkryć
Jaskinia została odkryta 14 września 1979 roku przez I. Luty i M. Połońskiego. Sporządzili oni jej dokumentację.